# Pietro Zoppas
Pietro Zoppas (Scomigo, 27 aprile 1934 – Scomigo, 17 giugno 2020) è stato un ciclista su strada italiano.
Professionista tra il 1960 ed il 1966, conta la vittoria di una tappa al Giro d'Italia.

## Carriera
Corse per la San Pellegrino, l'Atala, la Cité e la Vittadello. Da professionista vinse una tappa al Giro d'Italia 1964.

## Palmarès
- 1956 (dilettanti)

Gran Premio Industria e Commercio di San Vendemiano
- 1957 (individuale, una vittoria)

La Popolarissima
- 1964 (Cité, una vittoria)

9ª tappa Giro d'Italia (Feltre > Marina di Ravenna)

## Piazzamenti

### Grandi Giri
- Giro d'Italia

1960: ritirato
1964: ritirato

### Classiche monumento
- Milano-Sanremo

1960: 52º
1962: 45º
- Giro di Lombardia

1960: 51º
1961: 30º